# Premanturski školjić
Premanturski školjić je nenaseljeni otočić u Medulinskom otočju, koje se nalazi u Medulinskom zaljevu, na jugu Istre.
Površina otoka je 18.734 m2, duljina obalne crte 524 m, a visina 8 metara.